# Corethrella truncata
Corethrella truncata är en tvåvingeart som beskrevs av Art Borkent 2008. Corethrella truncata ingår i släktet Corethrella och familjen Corethrellidae. Inga underarter finns listade i Catalogue of Life.